# Chakib Khelil
Chakib Khelil (in arabo شكيب خليل‎?; Oujda, 8 agosto 1939) è un politico algerino, Ministro dell'Energia e delle Risorse Minerarie dal 1999.
Attualmente è il presidente dell'OPEC.
Nell'ottobre 2021, Saïd Boudeflika dichiarò durante il suo processo per "interferenza nell'operato della giustizia", Chakib Khelil, soggetto a mandato di arresto internazionale, aveva beneficiato di tutele ai massimi livelli dello Stato.
Il 1º febbraio 2022 l'accusa ha chiesto 20 anni di reclusione per corruzione nei confronti dell'ex ministro dell'Energia algerino Chakib Khelil, in carica dal 1999 al 2010 sotto la presidenza di Abdelaziz Bouteflika e che si trova negli Stati Uniti. Il 14 febbraio 2022, il tribunale di Sidi M'hamed ha condannato in contumacia Chakib Khelil a 20 anni di prigione e a una multa di 2 milioni di dinari algerini. La corte ha anche confermato la richiesta di un mandato d'arresto internazionale contro Chakib Khelil.